# 吉爾吉斯斯坦女性
吉爾吉斯斯坦女性享有很高的自由但仍然比男性低，她們經常面臨強姦、家庭暴力、性騷擾和歧視。

## 傳統角色
吉爾吉斯斯坦女性被認為是民族文化的承擔者，因此他們在國家精神中培育後代的作用是不可替代的。在傳統觀點中，她們有能力做出日常決定，並被期望打理家務，男子則在商業和政治部門中擁有更大的權力。

## 受教育情況
據АКИpress網報導，吉國國家統計委員會報告顯示，目前吉爾吉斯斯坦15-17歲未成年少女的生育率呈現上升趨勢，在2015年的數據蒐集中，每一千名女性中有7名未成年少女生育，由於過早為人母，這些女性接受基礎教育的機會也大大減少。
2018年，吉爾吉斯斯坦女性太空學校開展一項計劃－發射吉爾吉斯斯坦首顆衛星，而19歲的Alina Anisimova和其他女性希望能在2020年完成這項壯舉。

## 婚姻

### 一夫多妻制
通過電話進行社會調查的「民主和公民社會聯盟」在報告中指出，大部分吉爾吉斯人，佔67.5%的人反對法律上允許在吉爾吉斯實施一夫多妻制；此外，25.9%的受訪者同意多妻制合法化可以解決妓女問題，但大部分居民（62.5%）不同意這個想法，持該意見的女性受訪者佔多數（女性佔69.7%，男性佔54.4%）。

## 強姦和性騷擾
配偶強姦在內的強姦案件很少提交法院審理，很多婦女選擇不報案，以免節外生枝。有人指出農村的傳統習俗－綁婚，是導致年輕女孩強姦問題的其中一個因素。女性在私營部門和大學被性騷擾的情況非常嚴重，但很少被報導。

## 家庭暴力
2012年的一項政府調查發現，吉爾吉斯斯坦28％的女性或女孩遭受過虐待。 報告指出：「遭受過家庭暴力或強迫婚姻或早婚的女性常常感到巨大的家庭和社會壓力，要求將虐待保密，並為家庭著想。」，因此警察經常忽視家庭暴力案件。

## 性別歧視
由於法律執行不力，吉爾吉斯斯坦存在歧視，女性平均收入低於男性。 農村地區的婦女受到的影響更大，據報告她們的健康狀況較差，受虐待較多，難以在家外工作，財務獨立性較差。

## 女權運動
「新節奏」是一個吉爾吉斯斯坦小規模的女權主義團體，由三位年輕女性創立，總部設在奧什。 最初，它不向公眾開放，僅由4名年輕女士組成，但在2016年，他們決定通過組織國際婦女節的遊行來公開。 該組織針對的是14至28歲之間的女性，組織主要宗旨之一是打擊家庭暴力、早婚或新娘綁架和性別歧視。 創始人還希望鼓勵女性接受高等教育。 該小組試圖利用圖像和圖片向公眾宣傳婦女的權利，並向她們展示婦女面臨的問題。